# Ciclismo nos Jogos Pan-Americanos de 2015
As competições de ciclismo nos Jogos Pan-Americanos de 2015 foram realizadas entre 11 e 25 de julho com as modalidades de estrada, pista, mountain bike e BMX. Ao todo foram 18 eventos entre as quatro modalidades do ciclismo.
As provas da modalidade estrada foi realizada pelas ruas de Toronto, com largada e chegada na Exhibition Place, e a prova contra o relógio nas ruas em torno do Velódromo Cisco Pan e Parapan-Americano de Milton, em Milton. No Velódromo de Milton foram disputadas as provas do ciclismo de pista, o mountain bike aconteceu no Parque de Mountain Bike Hardwood, em Oro-Medonte, e o BMX no Centro Pan-Americano de BMX do Centennial Park, em Toronto.

## Calendário
| Julho    | 7 | 8 | 9 | 10 | 11 | 12 | 13 | 14 | 15 | 16 | 17 | 18 | 19 | 20 | 21 | 22 | 23 | 24 | 25 | 26 |
| -------- | - | - | - | -- | -- | -- | -- | -- | -- | -- | -- | -- | -- | -- | -- | -- | -- | -- | -- | -- |
| Ciclismo |   |   |   |    | 2  | 2  |    |    |    | 3  | 2  | 2  | 3  |    |    | 2  |    |    | 2  |    |

|  | Dia de competição |  | Dia de final |

## Medalhistas

### Ciclismo de estrada
Masculino
| Evento                      | Ouro                       | Prata                            | Bronze                      |
| --------------------------- | -------------------------- | -------------------------------- | --------------------------- |
| Corrida em estrada detalhes | Miguel Ubeto VEN Venezuela | Eric Marcotte USA Estados Unidos | Guillaume Boivin CAN Canadá |
| Contra o relógio detalhes   | Hugo Houle CAN Canadá      | Ignacio Prado MEX México         | Sean MacKinnon CAN Canadá   |

Feminino
| Evento                      | Ouro                            | Prata                      | Bronze                        |
| --------------------------- | ------------------------------- | -------------------------- | ----------------------------- |
| Corrida em estrada detalhes | Jasmin Glaesser CAN Canadá      | Marlies Mejías CUB Cuba    | Allison Beveridge CAN Canadá  |
| Contra o relógio detalhes   | Kelly Catlin USA Estados Unidos | Jasmin Glaesser CAN Canadá | Evelyn García ESA El Salvador |

### Ciclismo de pista
Masculino
| Evento                           | Ouro                                                                             | Prata                                                                                    | Bronze                                                                            |
| -------------------------------- | -------------------------------------------------------------------------------- | ---------------------------------------------------------------------------------------- | --------------------------------------------------------------------------------- |
| Velocidade individual detalhes   | Hugo Barrette CAN Canadá                                                         | Njisane Phillip TTO Trinidad e Tobago                                                    | Hersony Canelón VEN Venezuela                                                     |
| Velocidade por equipes detalhes  | Hugo Barrette Evan Carey Joseph Veloce CAN Canadá                                | Hersony Canelón César Marcano Ángel Pulgar VEN Venezuela                                 | Flávio Cipriano Kacio Fonseca Hugo Osteti BRA Brasil                              |
| Perseguição por equipes detalhes | Fernando Gaviria Juan Esteban Arango Arles Castro Jhonatan Restrepo COL Colômbia | Mauro Agostini Walter Pérez Maximiliano Richeze Adrián Richeze Juan Merlos ARG Argentina | Rémi Pelletier Adam Jamieson Eric Johnstone Sean MacKinnon Edward Veal CAN Canadá |
| Keirin detalhes                  | Fabián Puerta COL Colômbia                                                       | Hersony Canelón VEN Venezuela                                                            | Hugo Barrette CAN Canadá                                                          |
| Omnium detalhes                  | Fernando Gaviria COL Colômbia                                                    | Ignacio Prado MEX México                                                                 | Gideoni Monteiro BRA Brasil                                                       |

Feminino
| Evento                           | Ouro                                                                | Prata                                                                                   | Bronze                                                             |
| -------------------------------- | ------------------------------------------------------------------- | --------------------------------------------------------------------------------------- | ------------------------------------------------------------------ |
| Velocidade individual detalhes   | Monique Sullivan CAN Canadá                                         | Kate O'Brien CAN Canadá                                                                 | Juliana Gaviria COL Colômbia                                       |
| Velocidade por equipes detalhes  | Kate O'Brien Monique Sullivan CAN Canadá                            | Lisandra Guerra Marlies Mejías CUB Cuba                                                 | Diana García Juliana Gaviria COL Colômbia                          |
| Perseguição por equipes detalhes | Jasmin Glaesser Allison Beveridge Laura Brown Kirsti Lay CAN Canadá | Sarah Hammer Kelly Catlin Lauren Tamayo Jennifer Valente Ruth Winder USA Estados Unidos | Lizbeth Salazar Sofía Arreola Íngrid Drexel Mayra Rocha MEX México |
| Keirin detalhes                  | Monique Sullivan CAN Canadá                                         | Lisandra Guerra CUB Cuba                                                                | Juliana Gaviria COL Colômbia                                       |
| Omnium detalhes                  | Sarah Hammer USA Estados Unidos                                     | Jasmin Glaesser CAN Canadá                                                              | Marlies Mejías CUB Cuba                                            |

### Mountain bike
Masculino
| Evento                 | Ouro                     | Prata                      | Bronze                              |
| ---------------------- | ------------------------ | -------------------------- | ----------------------------------- |
| Cross-country detalhes | Raphaël Gagné CAN Canadá | Catriel Soto ARG Argentina | Stephen Ettinger USA Estados Unidos |

Feminino
| Evento                 | Ouro                   | Prata                        | Bronze                       |
| ---------------------- | ---------------------- | ---------------------------- | ---------------------------- |
| Cross-country detalhes | Emily Batty CAN Canadá | Catharine Pendrel CAN Canadá | Erin Huck USA Estados Unidos |

### BMX
Masculino
| Evento       | Ouro                   | Prata                     | Bronze                           |
| ------------ | ---------------------- | ------------------------- | -------------------------------- |
| BMX detalhes | Tory Nyhaug CAN Canadá | Alfredo Campo ECU Equador | Nicholas Long USA Estados Unidos |

Feminino
| Evento       | Ouro                               | Prata                       | Bronze                     |
| ------------ | ---------------------------------- | --------------------------- | -------------------------- |
| BMX detalhes | Felicia Stancil USA Estados Unidos | Doménica Azuero ECU Equador | Mariana Díaz ARG Argentina |

## Quadro de medalhas
| Ordem | País                  | Medalha de ouro | Medalha de prata | Medalha de bronze |    |
| ----- | --------------------- | --------------- | ---------------- | ----------------- | -- |
| 1     | CAN Canadá            | 11              | 4                | 5                 | 20 |
| 2     | USA Estados Unidos    | 3               | 2                | 3                 | 8  |
| 3     | COL Colômbia          | 3               |                  | 3                 | 6  |
| 4     | VEN Venezuela         | 1               | 2                | 1                 | 4  |
| 5     | CUB Cuba              |                 | 3                | 1                 | 4  |
| 6     | ARG Argentina         |                 | 2                | 1                 | 3  |
|       | MEX México            |                 | 2                | 1                 | 3  |
| 8     | ECU Equador           |                 | 2                |                   | 2  |
| 9     | TTO Trinidad e Tobago |                 | 1                |                   | 1  |
| 10    | BRA Brasil            |                 |                  | 2                 | 2  |
| 11    | ESA El Salvador       |                 |                  | 1                 | 1  |
| TOTAL | TOTAL                 | 18              | 18               | 18                | 54 |